# Portland (Oregon)
Portland – miasto w Stanach Zjednoczonych, w północno-zachodniej części stanu Oregon, ośrodek administracyjny hrabstwa Multnomah, położone nad ujściem rzeki Willamette do rzeki Kolumbia. Jest to największe miasto stanu, w 2020 roku liczyło 652 503 mieszkańców. Stanowi główny ośrodek obszaru metropolitalnego Portland–Vancouver–Hillsboro zamieszkanego przez 2 512 859 osób (2020). Powierzchnia Portlandu wynosi 376,5 km².
Miejscowość rozplanowana została w 1845 roku, a prawa miejskie uzyskała w 1851 roku. Jej nazwa pochodzi od miasta Portland, w stanie Maine. Wczesny rozwój miasta nastąpił za sprawą kilku gorączek złota oraz napływu imigrantów podążających szlakiem oregońskim.
W Portland znajduje się znaczący port towarowy przystosowany do obsługi statków oceanicznych (około 160 km w górę rzeki od wybrzeża Oceanu Spokojnego) oraz międzynarodowy port lotniczy. Na terenie miasta znajdują się liczne parki i ogrody o łącznej powierzchni ponad 36 km².

## Transport
- port lotniczy Portland
- stacja kolejowa Portland Union Station
- tramwaje w Portlandzie
- lekka kolej w Portlandzie

Przez miejscowość przebiegają 3 autostrady:
- autostrada międzystanowa nr 5 – łączy Portland z aglomeracjami: Seattle, San Francisco, Los Angeles oraz z miastami Sacramento i San Diego,
- autostrada międzystanowa nr 84 – łączy Portland z Salt Lake City,
- autostrada międzystanowa nr 205 – łączy południową część stanu Waszyngton (Vancouver) i północną część miasta z południową.

## Architektura
- US Bancorp Tower – wieżowiec,
- Rose Garden Arena – hala sportowa.

## Przemysł
- drzewny,
- spożywczy (m.in. marka herbat Tazo Tea, marka kawy Stumptown Coffee Roasters),
- maszynowy,
- włókienniczy,
- odzieżowy,
- chemiczny,
- elektroniczny,
- elektrotechniczny,
- stoczniowy,
- metalowy,
- hutniczy,
- motoryzacyjny (m.in. Freightliner Trucks).

## Turystyka
- Mill Ends Park,
- muzea: sztuki (m.in. Portland Art Museum), historii (m.in. USS Blueback (SS-581)), reklamy.

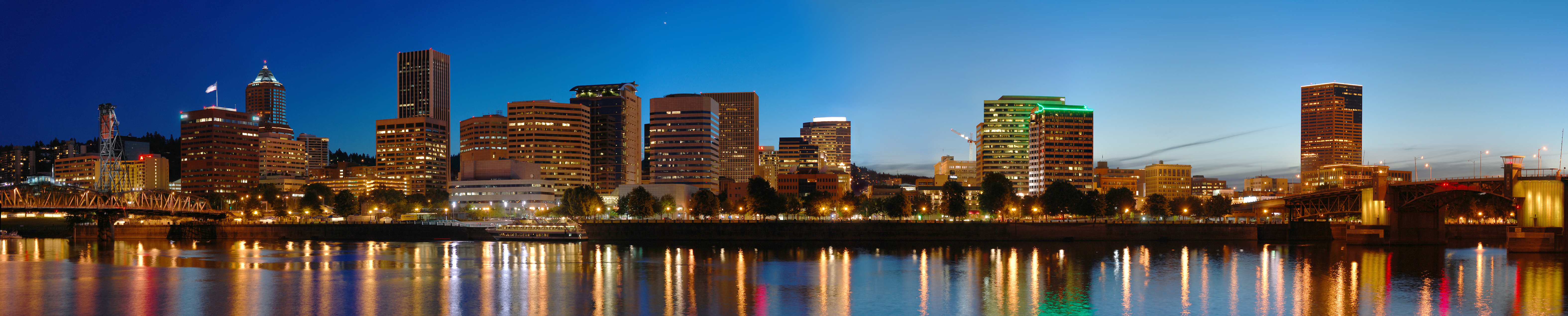
Panorama miasta nocą.

## Kultura i edukacja
Portland to ośrodek naukowy, w którym znajdują się m.in. dwa uniwersytety:
- Portland State University,
- Oregon Health & Science University.

W mieście znajduje się siedziba sieci księgarń Powell’s Books. W Portland mieszkają m.in. Gus Van Sant (reżyser), Ursula K. Le Guin (pisarka SF) i Chuck Palahniuk (pisarz), a także urodzony w tym mieście "Yeat" (raper)

## Sport
- Portland Trail Blazers – klub NBA (mistrz ligi w 1977 roku),
- Portland Winterhawks – klub hokejowy,
- Portland LumberJax – klub lacrosse,
- Portland Timbers – klub piłkarski.

## Miasta partnerskie
Miasta partnerskie Portlandu:
- Aszkelon, Izrael (1987)
- Kaohsiung, Republika Chińska (1988)
- Ulsan, Korea Południowa (1987)
- Mutare, Zimbabwe (1991)
- Guadalajara, Meksyk (1983)
- Chabarowsk, Rosja (1988)
- Sapporo, Japonia (1959)
- Suzhou, Chińska Republika Ludowa (1988)
- Bolonia, Włochy (2003)

Miasto ma także umowę o przyjaźni z:
- Utrecht, Holandia (2012)